# Pressed Steel Company

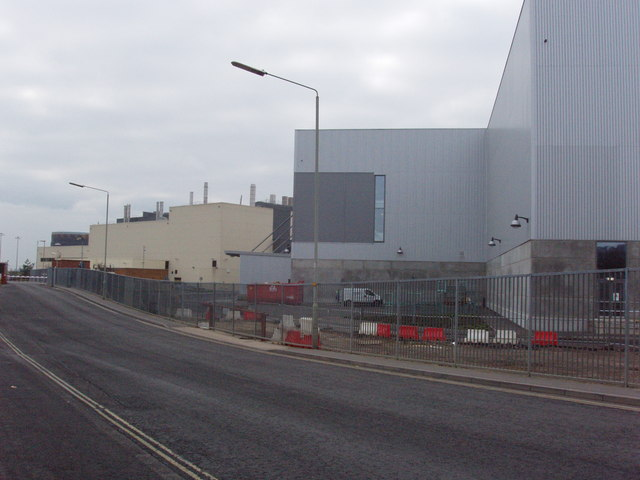
Cowley Motor Works

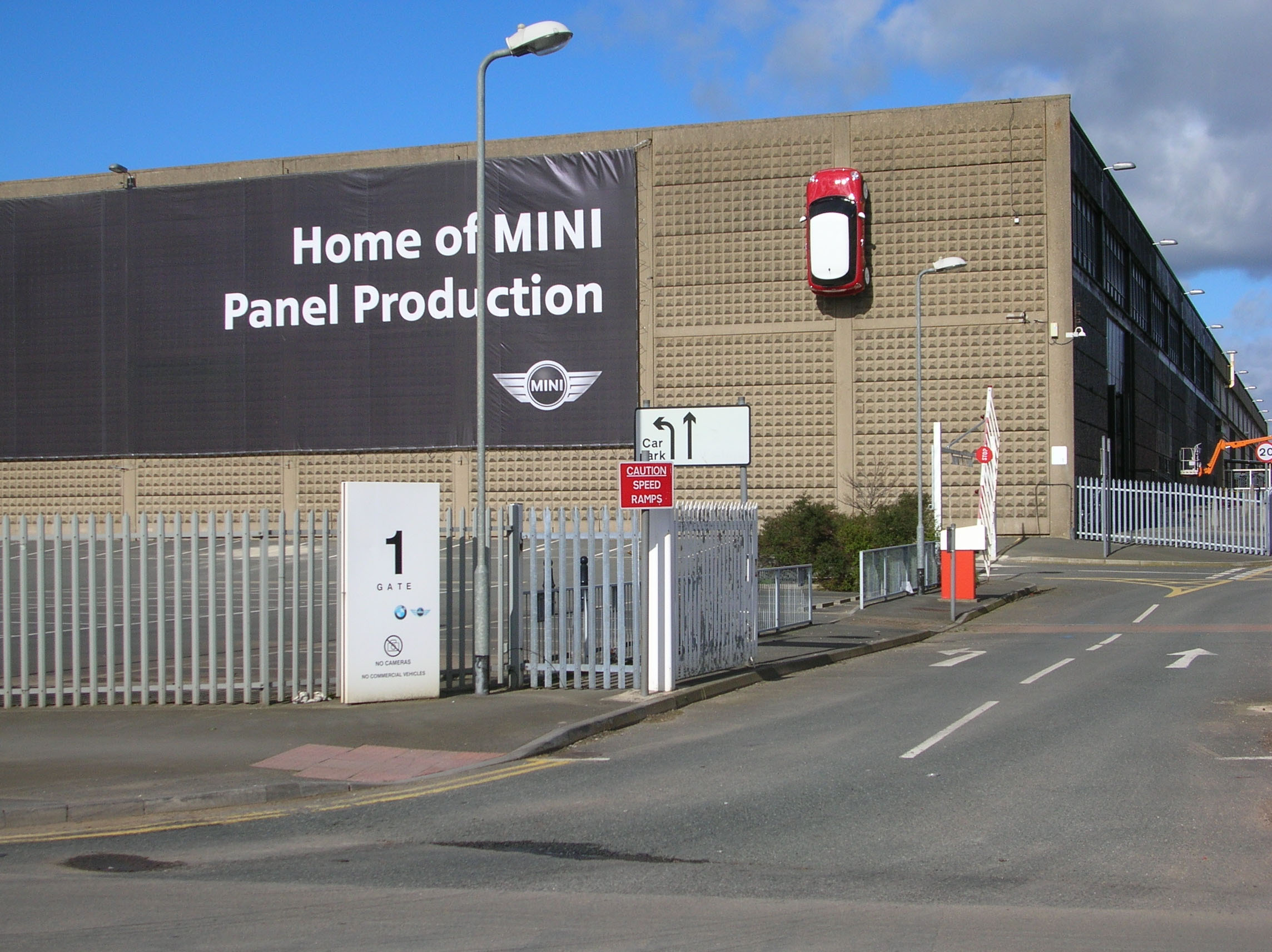
Planta de prensas en Swindon

Pressed Steel company  es una compañía británica de fabricación de carrocerías autoportantes y paneles de carrocería, fundada en 1926 como un joint venture entre Morris Motor Company y la Budd Company bajo el nombre de "The Pressed Steel Company of Great Britain Limited". La compañía adquirió los derechos de las patentes y los procesos de fabricación para su uso en el Reino Unido.
Pressed Steel fue adquirida en 1965 por British Motor Corporation (BMC) junto con Jaguar Cars, dando lugar al conglomerado British Motor Holdings (BMH) que en 1968 se fusionó con Leyland Motor Corporation (LMC) para formar la British Leyland (BL). En todo este proceso el negocio de Pressed Steel fue dividido siguiendo el proceso de bancarrota, nacionalización y consecuente reestructuración.
Hoy siguen en funcionamiento tres plantas de Pressed Steel herederas de las fábricas históricas de British Leyland; La "Oxford Plant" en Cowley junto a la antigua fábrica de Morris, hoy propiedad de BMW, proporciona carrocerías para el MINI fabricado allí, la de Swindon donde se fabricaron carrocerías especiales para BL y posteriormente se produjeron los Honda de la época Rover, hoy suministra paneles para el Mini de BMW, mientras que Castle Bromwich forma parte del complejo principal de Jaguar Cars.

## Morris y Budd

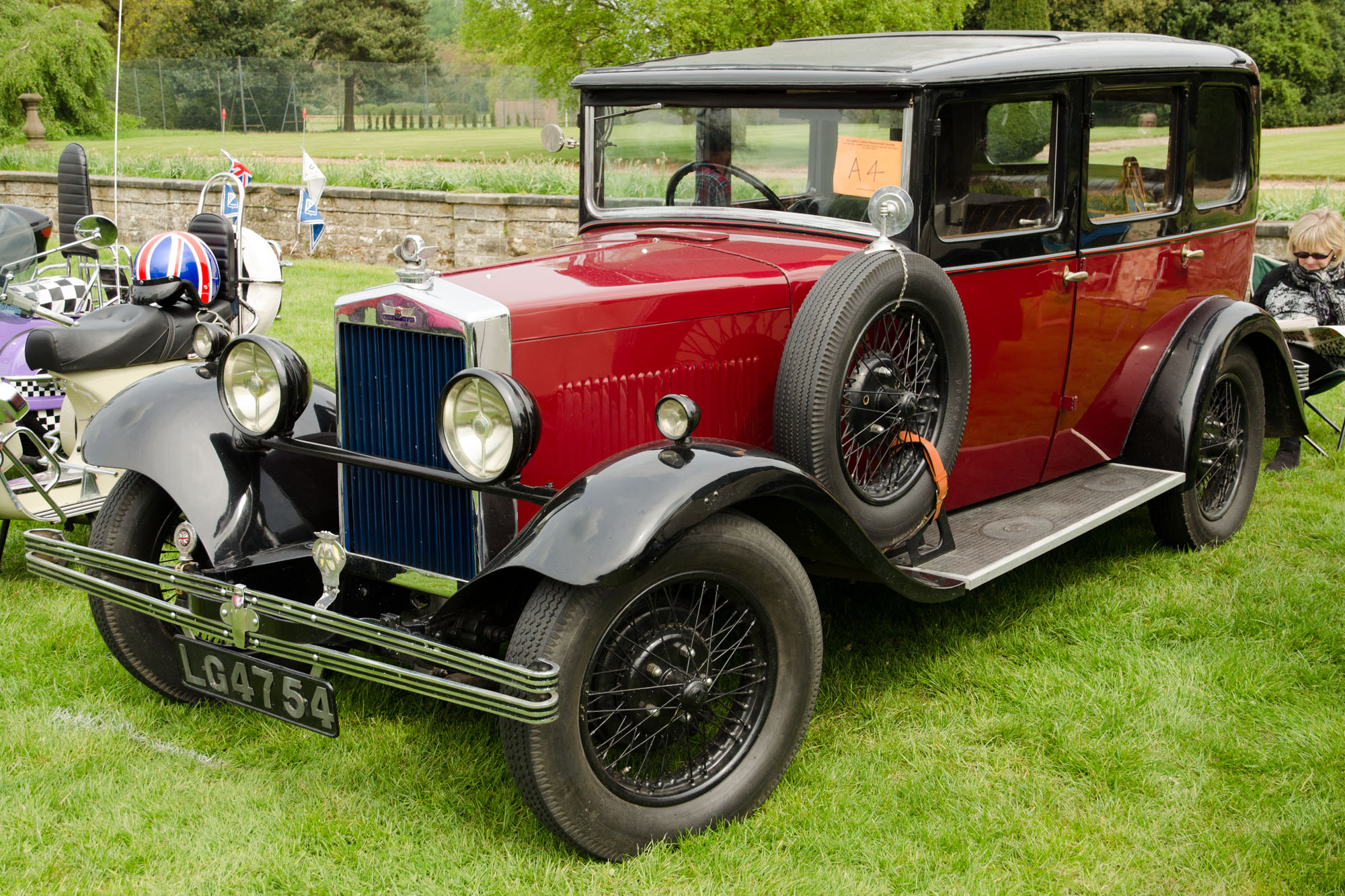
Morris 15-6 con carrocería integral de acero Budd / Pressed Steel

William Morris era consciente del potencial de las carrocerías monocasco de acero prensado que había desarrollado Budd Corporation y quería incorporarlas como había hecho Andree Citroën en Francia y después haría el resto de la industria mundial. El acuerdo de joint venture suponía la instalación de la planta de Pressed Steel junto a la planta principal de Morris en Oxford Cowley, desde las carrocerías serían continuamente suministradas mediante un puente entre ambas.
Sin embargo surgieron problemas con la industria británica del acero, incapaz de proporcionar las planchas de acero del tamaño requerido y con un coste un 25% superior a las importadas previamente desde EE. UU. Las diferencias entre los dos magnates, Willian r. Morris y Edward G. Budd se resolvieron en los tribunales suponiendo la retirada de Morris del consejo de administración de Pressed Steel que en 1931 empieza a producir carrocerías monocasco para las marcas rivales Austin, Hillman o Rover.

### Citas
- The British Motor Corporation Ltd. and the Pressed Steel Company Ltd. A report on the merger. Competition Commission (UK). 1966. Archivado desde el original el 10 de septiembre de 2006. Consultado el 6 de junio de 2006.
- Bardsley, Gillian (25 de enero de 2007). Issigonis: The Official Biography. Icon Books. ISBN 1-84046-778-9.

- Datos: Q820428